# Ceroplesis marmorata
Ceroplesis marmorata là một loài bọ cánh cứng trong họ Cerambycidae.